# Lidoire (court-métrage)
 (juillet 2025).
Pour les articles homonymes, voir Lidoire.
Pour plus de détails, voir Fiche technique et Distribution.
Lidoire est un court métrage français réalisé par Maurice Tourneur en 1933.

## Résumé
Le cavalier Lidoire est la victime paisible et résignée de son adjudant. Le trompette La Biscotte a beau rentrer au quartier affreusement ivre, c'est encore Lidoire qui est puni après s'être occupé de son camarade fraternellement, et même maternellement.

## Fiche technique
- Titre : Lidoire
- Réalisation : Maurice Tourneur
- Scénario : Maurice Tourneur, d'après la pièce de Georges Courteline
- Photographie : Victor Artémise (selon Pathé), Raymond Agnel et René Colas (selon IMDB)
- Son : Robert Teisseire
- Décors : Jacques Colombier
- Société de production : Pathé-Natan
- Société de distribution : Pathé-Natan
- Pays de production :  France
- Langue originale : français
- Format : noir et blanc — 35 mm — 1,37:1 — Son Mono — Procédé cinématographique : sphérique
- Genre : Court métrage de comédie
- Durée : 20 minutes
- Date de sortie : 
  - France :  1933

## Distribution
- Fernandel : Lidoire
- Rivers-Cadet : La Biscotte
- Jean-François Martial : Le brigadier de semaine
- Jean Clarens : L'adjudant de semaine
- Germaine Michel : L'assistante de la dame
- Paulette Duval : La dame du panier fleuri
- Pierre Ferval : Vergisson
- Marcel Magnat